# Рефатов, Асан Мамутович
Аса́н Рефа́тов (крымскотат. Asan Refatov; 1902, Бахчисарай — 1938) — крымскотатарский композитор, музыкант, поэт.

## Биография
Родился в 1903 году в Бахчисарае в семье народного музыканта-сазиста и сподвижника Исмаила Гаспринского Мамута Рефатова (1860—1940). С раннего детства он внимательно наблюдает за игрой отца и других музыкантов-исполнителей, которые приходили к ним в гости. Он самостоятельно учится играть практически на всех струнных инструментах и фортепиано, будучи юношей он организует оркестр, исполняющий национальные мелодии, произведения русских композиторов.
В доме Рефатова часто собирались представители крымскотатарской интеллигенции. На здешних импровизированных вечерах гости играли на различных инструментах, исполняли песни и фрагменты музыкальных легенд. На одном из таких вечеров Осман Акчокраклы предлагает Асану написать оперу по мотивам народного эпоса, такая идея вдохновила юношу к самостоятельному изучению теории национальной музыки, её особенности, а впоследствии, в 1923 году была создана первая крымскотатарская опера — «Чора Батыр». Впервые она прозвучала на сцене Дома Красной Армии по ул. Пушкина, 8 (бывшая гостиница «Метрополь», ныне гарнизонный Дом офицеров) в Симферополе в 1923 году. Среди артистов было только трое профессионалов: Асан Ногаев, Ибадулла Грабов и Умер Ипчи, остальные — актёры-любители. Второй раз опера была поставлена в 1924 году в Государственном драматическом театре, и имела большой успех, однако больше никогда не ставилась. Ноты не сохранились, часть партий по памяти восстановила сестра композитора Айше Рефатова.
С 1922 года Асан Рефатов преподаёт музыку в Тотайкойском татарском педагогическом техникуме (ныне Ферсманово). При поддержке Ханбековой он организовывает духовой оркестр, в этот же период занимается созданием других музыкальных произведений — «Тотайкой хораны» («Тотайкойский марш»), «Марш джигитов» (на слова Б. Чобан-заде), «Къыш кунюнде тилегим» («Желание в зимний вечер» на слова Шевки Бекторе), «Яш бульбульчик» («Молодой соловей» на слова Умера Ипчи) и музыкальные постановки к спектаклям «Лейла и Меджнун», «Таир и Зуре», «Бахчисарайский фонтан».
В 1925—1926 годах Асан Рефатов принимал участие в научной этнографической экспедиции по Крыму совместно с Усеином Боданинским (первый директор Бахчисарайского музея, художник, этнограф) и Османом Акчокраклы (историк, эпиграфист). В ходе экспедиции был собран богатый материал по этнографии крымских татар и археологии. У. Боданинский писал: «Асан Рефатов вёл нотную запись памятников устной народной музыки, собирал, фиксировал старинные музыкальные инструменты». Им было собрано свыше 300 народных песен и мелодий, которые вошли в книгу «Къырымтатар йырлары» (Крымскотатарские песни) 1932 года издания.
В том же году в Москве выходит записанная на грампластинке драма «Той девам эте», а в 1930 году Асан заканчивает теоретико-композиторский факультет Бакинской консерватории, идёт работать дирижёром Бакинской филармонии. Асан Рефатов был учителем выдающегося советского композитора Кара Караева. В 1934 году А. Рефатов возглавлял Союз композиторов Азербайджана. В 1936 году на Всесоюзном радиофестивале исполняются произведения Асана Рефатова и Яя Шерфединова.
В 1935 году по приглашению КрымЦИКа возвращается в Крым. Работает в Татарском театрально-музыкальном техникуме в Симферополе. Весной 1937 года после очередной репетиции музыкальной пьесы «Арзы къыз» Рефатов был арестован 28 апреля 1937 года НКВД Крыма. Проходил по ст. 58-10, 11 УК РСФСР. Был осуждён 1 ноября 1938 года Верховным Судом СССР к расстрелу с конфискацией имущества, расстрелян в тот же день. Был реабилитирован 10 октября 1957 года Верховным Судом СССР. Дело 09042 хранилось в архиве ГУ СБУ в Крыму.

### Личная жизнь
После возвращения из Баку жил в Симферополе на ул. Жуковского, 20, кв. 5 в Доме специалистов. Был женат на Марьям Ефимовне Рефатовой, имел сына Тальата.

## Творчество
- «Чора Батыр» — опера.
- «Тотайкойский марш», «Марш джигитов» (на слова Б. Чобан-заде), «Къыш кунюнде тилегим» («Желание в зимний вечер» на слова Шевки Бекторе), «Яш бульбульчик» («Молодой соловей» на слова Умера Ипчи) — музыкальные композиции.
- «Лейла и Меджнун», «Таир и Зуре», «Бахчисарайский фонтан» — музыкальные постановки спектаклей.
- «Той девам эте» («Свадьба продолжается», 1936) — музыкальная драма на пластинке.
- «Арзы къыз» («Девушка Арзы») — музыкальная пьеса.